# Peulis
Peulis is een gehucht van de Belgische gemeente Putte. Tot 1977 hoorde het bij Rijmenam en Onze-Lieve-Vrouw-Waver. Het gehucht telt ongeveer 1900 inwoners (in 2007).

## Herkomst naam
Over de herkomst van deze naam bestaan verschillende versies. Zo wordt enerzijds gedacht aan een vervorming van de familienaam Poluus (14e-eeuwse inwoner) of Pee Lens, een inwoner van de 19e eeuw die in de Peulisstraat woonde. Anderzijds denkt men dat het afgeleid is van het woord paalt of peulte wat moeras of laag gelegen stuk grond betekent.
Wat er ook van zij, ook deze naam heeft de nodige wijzigingen ondergaan, van Poeluus en Poelis tot het huidige Peulis.

## Bezienswaardigheden
- De Grote Krankhoeve. In de middeleeuwen was zij eigendom van de Mechelse begijnen die er hun zieken verzorgden.
- De Sint-Jozefkerk

## Natuur en landschap
De Peulisbossen vormen een natuurgebied ten zuiden van Peulis. Ten westen van Peulis ligt het Peultenbos.

## Industrie
In Peulis is de fabriek van koekjesfabrikant Bofin gevestigd. Ook is er een bijzondere winkel gespecialiseerd in linkshandige gitaren.

## Sport
Voetbalclub SK Peulis is aangesloten bij de KBVB en er actief in de provinciale reeksen.

## Nabijgelegen kernen
Bonheiden, Rijmenam, Putte, Onze-Lieve-Vrouw-Waver